# Gephyromantis decaryi
Gephyromantis decaryi es una especie de anfibios de la familia Mantellidae.
Es endémica de Madagascar.
Su hábitat natural incluye bosques bajos y secos, montanos tropicales o subtropicales secos y zonas previamente boscosas ahora muy degradadas.